# Monte Fairweather
Il Monte Fairweather (ufficialmente Fairweather Mountain in Canada) è una montagna situata a 20 km dalle coste dell'Oceano Pacifico, posta al confine tra lo Stato dell'Alaska e la provincia canadese della Columbia Britannica. Si trova all'interno di due parchi, il Glacier Bay National Park in Alaska e il Tatshenshini-Alsek Park in Columbia Britannica.
Con i suoi 4.671 metri sul livello del mare è la cima più elevata della Columbia Britannica.
Fu così nominata il 3 maggio 1778 dal Capitano James Cook, apparentemente per le buone condizioni meteorologiche incontrate in quel momento.
Il Fairweather venne scalato per la prima volta nel 1931 da Allen Carpé e Terris Moore.